# Оксман, Исаак Михайлович
Исаа́к Миха́йлович Оксма́н (1892―1978) ― советский врач-стоматолог, доктор медицинских наук, профессор, Заслуженный деятель науки Татарской АССР.

## Биография
Родился 24 июня 1892 года в местечке Калюс (на территории современной Хмельницкой области Украины).
В 1905 году поступил учеником к зубному технику в городе Одесса. В 1907 году начал работать зубным техником. С 1913 года начал преподавать в зуботехнической школе в Одессе, а затем в зубоврачебной школе в Екатеринославе.
В 1916 года переезжает в Казань, где в 1926 году поступил на медицинский факультет Казанского университета, который окончил в 1931 году. Сразу после этого поступает в ординатуру на кафедру хирургической стоматологии  Пермского стоматологического института, после окончания которой в 1932 году начинает работать в  Казанском медицинском институте ассистентом стоматологической клиники.
В 1938 году защитил кандидатскую диссертацию по теме «К учению о влиянии металлов на птиалин слюны и на слизистую оболочку полости рта». 
С 1938 по 1950 год заведовал кафедрой ортопедической стоматологии Казанского стоматологического института. 
В 1944 году защитил докторскую диссертацию по теме «Материалы к изучению о морфологическом субстрате иннервации слизистой оболочки полости рта и ее дериватор в нормальном и патологическом состоянии», в 1946 году избран профессором. 
В 1956 году назначен заведующим кафедрой стоматологии Казанского медицинского института.
Умер 16 мая 1978 года в Казани.

## Научная деятельность
Исследовал нейроморфологию слизистой оболочки полости рта и пародонта. Занимался гистологическим исследованиям пульпы зуба, эмали, дентина и цемента зубов, протезированию при полном отсутствии зубов.
В годы Великой Отечественной войны разработал новые методы ортопедического лечения, оригинальные методики челюстного протезирования и конструкции челюстных протезов и фиксирующих аппаратов, которые нашли широкое применение при лечении раненых бойцов Красной Армии.
Написал около 120 научных работ, среди них 4 учебника и 3 монографии. Под его руководством защищено 5 докторских и 35 кандидатских диссертаций.  

## Награды и звания
- Заслуженный деятель науки Татарской АССР (1945)

## Адреса
В Казани:
- улица Свердлова, 15.[3]